# Glocester
Glocester é uma vila localizada no estado americano de Rhode Island, no condado de Providence. Foi fundada em 1639 e incorporada em 1730.

## Geografia
De acordo com o United States Census Bureau, a vila tem uma área de 147,2 km², onde 140,3 km² estão cobertos por terra e 6,9 km² por água.

## Demografia
Segundo o censo nacional de 2010, a sua população é de 9 746 habitantes e sua densidade populacional é de 69,45 hab/km². Possui 4 025 residências, que resulta em uma densidade de 28,68 residências/km².